# General anaesthesia for oral surgery
General anaesthesia for oral surgery er en dansk undervisningsfilm fra 1948 instrueret af Jens Henriksen og efter manuskript af Ernst Trier Mørch og Jørgen Rud.

## Handling
Filmen, som er forsynet med engelske tekster, er beregnet til ledsagelse af foredrag ved undervisning af medicinske studerende. Den viser teknikken ved narkose til mundkirurgi.